# John Nyman
Pour les articles homonymes, voir Nyman.
John Nyman (né le 25 avril 1908 à Sundsvall et mort le 19 octobre 1977 dans la même ville) est un lutteur suédois spécialiste de la lutte gréco-romaine. Il participe aux Jeux olympiques d'été de 1936 en combattant dans la catégorie des poids lourds en lutte gréco-romaine. Il y remporte la médaille d'argent.

## Palmarès

### Jeux olympiques
- Jeux olympiques de 1936 à Berlin,  Allemagne
  -  Médaille d'argent en +87 kg[1].

### Championnats d'Europe
- Championnats d'Europe de lutte 1937
  -  Médaille d'argent
- Championnats d'Europe de lutte 1938
  -  Médaille d'argent
- Championnats d'Europe de lutte 1939
  -  Médaille d'argent